# Europa, Orient Mitjà i Àfrica

EMEA: Europa, Orient Mitjà i Àfrica, marcats en un mapa del món.

EMEA és una designació de taquigrafia que significa Europa, Orient Mitjà i Àfrica. L'acrònim s'utilitza per les institucions i els governs, així com en el màrqueting i els negocis quan es refereixen a aquesta regió: és una forma de referència de per als tres continents alhora. És particularment comú entre les empreses nord-americanes i s'utilitza principalment a l'hora de dividir les operacions d'una empresa per geografia.
Com el seu nom indica, la regió inclou tots els països que es troben als continents d'Àfrica i Europa, així com els països que formen l'Orient Mitjà. En general, la regió inclou totes les nacions europees i totes les nacions africanes i s'estén a l'est fins a l'Iran, inclosa Rússia. També pot incloure Kazakhstan, però normalment l'acrònim no inclou territoris independents d'altres països de la regió continental, com la Guaiana Francesa. Tanmateix, el terme no és del tot clar, i, tot i que es refereix generalment a Europa, Pròxim Orient i Àfrica, no és rar que les empreses i altres institucions modifiquin lleugerament els països que inclouen sota aquest terme.
Una de les raons per les quals el terme s'utilitza àmpliament és perquè és útil amb finalitats comercials, ja que la majoria de la regió es troba dins de quatre zones horàries, cosa que facilita la comunicació i els viatges.
El terme relacionat "EMEAA" fa referència a "Europa, Orient Mitjà, Àfrica i Àsia".